# Attila Csampai
Attila Csampai (* 12. September 1949 in Budapest, Ungarn) ist ein deutscher Musikwissenschaftler und -kritiker, Journalist, Autor und Herausgeber.

## Leben
Attila Csampai stammt aus einer österreichisch-ungarischen Musikerfamilie. Die österreichische Mutter war ausgebildete Opernsängerin, der Vater ein bekannter ungarischer Komponist und Geiger. 1957, nach dem ungarischen Aufstand, emigrierte die Familie nach München. Dort studierte Csampai nach dem Abitur an der Ludwig-Maximilians-Universität München Musikwissenschaft (u. a. bei Thrasybulos Georgiades), Theatergeschichte, Philosophie, Soziologie, Mathematik und andere Fächer.

## Werk
Seit 1974 ist Csampai publizistisch tätig und schrieb zunächst zahlreiche Essays und Werkkommentare für Konzert- und Opernprogramme, für Schallplatten-Editionen der Deutschen Grammophon und anderer Labels, sowie Aufsätze in Fachzeitschriften. Daneben begann er 1975 mit dem Rezensieren von Schallplatten, zunächst für die Zeitschrift HiFi-Stereophonie. Nach 1978 leistete er einige Jahre lang dramaturgische Mitarbeit und musikalische Beratung bei diversen Opern-, Theater- und Filmproduktionen. Seine Tätigkeit für den Bayerischen Rundfunk in München begann 1979: Zunächst als freier Autor und Programmgestalter, von 1983 bis 2011 als Redakteur für Symphonische Musik, und als Live-Moderator zahlreicher Sendungen im Programm Bayern 4 Klassik mit den Programmschwerpunkten Symphonik, Oper und Klaviermusik.
Daneben war er viele Jahre lang Kolumnist und Redaktionsbeirat der Neuen Musikzeitung und schrieb regelmäßig Schallplattenrezensionen für die Fachzeitschriften Fono Forum, Scala, amadeo, stereoplay, Musik & Theater, Hifi & Records, crescendo, Tonart, Musicmanual, Rondo, Home Electronics, Audiophile und die NMZ. Bis heute schreibt Csampai für stereoplay, Musik & Theater, Rondo und Audio. Zuvor arbeitete er gelegentlich auch für die Feuilletons der Frankfurter Rundschau, der Welt, der Süddeutschen Zeitung, und schrieb einige Jahre lang regelmäßig Musikkritiken für die Neue Zürcher Zeitung.
Mehr als zehn Jahre lang schrieb Csampai Opern-Essays für die Salzburger Festspiele, die Bregenzer Festspiele, die Bayerische Staatsoper und zahlreiche andere Opernhäuser.
Von 1990 bis 2014 war Csampai wissenschaftlicher Leiter der Gustav-Mahler-Musikwochen in Toblach und Jury-Vorsitzender des Schallplattenpreises Toblacher Komponierhäuschen. Er ist Juror des Preis der Deutschen Schallplattenkritik und hat in gleicher Funktion bei einigen internationalen Musik-Wettbewerben mitgewirkt.
In den 1980er Jahren betreute Csampai mit Dietmar Holland als Mitherausgeber und Autor die Reihe rororo opernbücher in Hamburg (insgesamt 31 Bände), ebenso den Konzertführer (Reinbek 1987) und den Opernführer (Hamburg 1990). Sein Callas-Bildband (München 1993) erschien in 15 Auflagen und wurde in fünf Sprachen übersetzt. Ebenfalls bei Schirmer/Mosel in München publizierte er einen Bildband über Glenn Gould (1995). 2001 erschien beim Jung und Jung-Verlag in Salzburg seine Opern-Essay-Sammlung Sarastros stille Liebe.
Von 2002 bis 2003 lehrte Attila Csampai als Gastprofessor an der Universität Mozarteum Salzburg („Ästhetik und Dramaturgie des Musiktheaters“).

## Privates
Attila Csampai ist in zweiter Ehe mit der Musikwissenschaftlerin und Kulturmanagerin Monika Csampai verheiratet und hat eine Tochter.